# Joseph Sébastien Pons

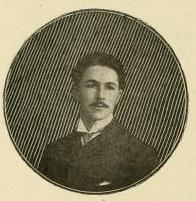
Joseph Sébastien Pons

Joseph Sébastien Pons (* 5. November 1886 in Ille-sur-Têt; † 25. Januar 1962 ebenda) war ein französischer Hochschullehrer und Schriftsteller französischer und katalanischer Sprache.

## Leben und Werk
Joseph Sébastien Pons war der Sohn eines Arztes. Er wuchs westlich von Perpignan auf, wurde in französischer Sprache erzogen, begeisterte sich aber früh für die ihn umgebende Volkssprache Roussillonesisch, einen Dialekt des Katalanischen. 1910 bestand er die Agrégation im Fach Spanisch. Er wurde Gymnasiallehrer in Guéret und Angoulême und nach dem Ersten Weltkrieg in Montpellier, wo er Max Rouquette zum Schüler hatte. 1929 habilitierte er sich in Montpellier und wurde Professor für Spanisch an der Universität Toulouse.
Pons war Freund von Manolo Martínez Hugué und Déodat de Séverac in Céret und von Aristide Maillol in Banyuls. In Montpellier gehörte er zu der Okzitanistengruppe um François Dezeuze, weswegen und wegen seines großen Einflusses er traditionell der okzitanischen Literatur zugerechnet wird, obwohl er nicht okzitanisch dichtete. Seine Dichtung ist anti-rhetorisch, anti-intellektuell und anti-rebellisch. Ihr Schlüsselsatz lautet: Das Leben ist gut.
In Montpellier, Elne und Ille-sur-Têt sind Straßen nach ihm benannt. In Perpignan trägt eine Schule seinen Namen.

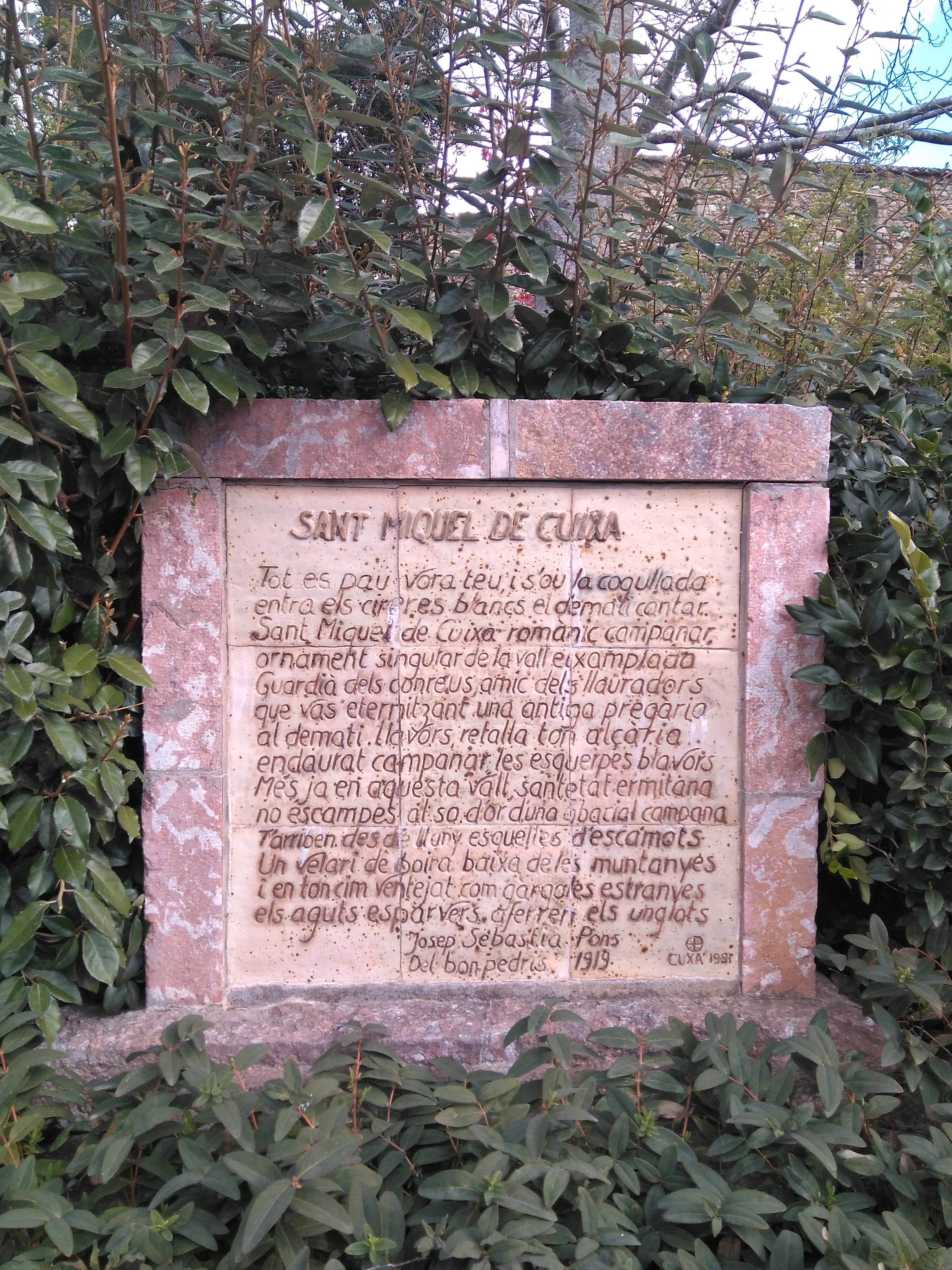
Text von Joseph Sébastien Pons in der Abtei Saint-Michel-de-Cuxa

## Werke (Auswahl)

### Katalanisch
- Roses y xiprers, poésies rosselloneses. Perpignan 1911.
- Amor de Pardal, idili en 1 acte. Perpignan 1923.
- Chante-Perdrix. Canta-Perdiu. Églogues catalanes, avec la traduction française en regard. Champion, Paris 1925. (zweisprachig)
- (Hrsg.) Estève Caseponce (1850–1932): Espigolada en les Faules de La Fontaine. Perpignan 1931.
- Conversa, poèmes. Institut d'estudis occitans, Toulouse 1950. (zweisprachig)
- "Cantilena", poèmes catalans et traduction. Gallimard, Paris 1963.
- Llibre de les set sivelles, proses del Rossello. Editorial Selecta, Barcelona 1968.
- Obra poética. Edicions 62, Barcelona 1976. (Einführung von Tomas Garcés)
- Antologia. Hrsg. Christian Camps. Société des professeurs de Catalan, Saint-Estève 1986.
- Poesia completa. Hrsg. Christian Camps. Columna, Barcelona 1988. (kritische Ausgabe)
- Teatre. Hrsg. August Bover i Font. Institut del teatre, Barcelona 1990. (La font de l'albera. Amor de pardal. El singlar. Misteri de Sant Pere Urseol. L'amor i el papagai)
- Teatre complet. Hrsg. Enric Prat und Pep Vila. Columna, Barcelona 1990. (kritische Ausgabe)
- Prosa completa. Hrsg. Enric Prat und Pep Vila.  Columna, Barcelona 1991. (kritische Ausgabe)
- La mel del record. Estudi i edició crítica de la "Faula d'Orfeu", de Josep Sebastià Pons. Hrsg. Eusebi Ayensa i Prat. Presses universitaires de Perpignan, Perpignan 2018.

### Französisch
- La littérature catalane en Roussillon au XVIIe et au XVIIIe siècle. L'esprit provincial, les mystiques, les goigs et le théâtre religieux. Thèse Universität Toulouse. Privat, Toulouse / Didier, Paris 1929
- La littérature catalane en Roussillon (1600–1800), bibliographie. Thèse complémentaire. Privat, Toulouse / Didier, Paris 1929.
- Concert d'été, poèmes. de J.-S. Pons. Flammarion, Paris 1945, 1949. (Stiche von Aristide Maillol)
- La Vigne de l'ermite. Don Joan de Serralonga. L'Oiseau tranquille. Chiendent, Marcevol 1987.
- Cent poésies de Josep Sebastià Pons. Hrsg. Christian Camps. Éditions de la Tour Gile, Péronnas 2002.
- Joseph-Sébastien Pons. Anthologie. Hrsg. Pere Verdaguer. Les Publications de l'Olivier, Perpignan 2002. (zweisprachig)